# Скрипка-лиса
«Скрипка-лиса» — песня советского и российского музыканта Игоря Саруханова на слова Александра Новикова, написанная в 1994 году и выпущенная в 1995 году. Широко известна в связи с неоднозначностью звучащего в припеве названия, которое на слух может быть распознано как «Скрип колеса». Сетевое издание Газета.ru в 2022 году включило песню в число самых популярных мондегринов (ослышек) на русском языке.
Песня написана Игорем Сарухановым в 1994 году на стихи его близкого друга со времён службы в армии Александра Новикова. По словам самого композитора, стихи были написаны во время совместного застолья. При этом изначально в припеве не подразумевалось двойного смысла и имелся в виду именно скрип колёс. Однако впоследствии, учитывая возникшие в стихах образы, которые могут быть расценены как метафоры (например, олицетворяющие зло вороны, которые что-то склевали в судьбе, — на самом деле не птицы, а какие-то люди), автор текста решил изменить название на «Скрипка-лиса». Скрипка при этом может рассматриваться как воплощение добра.
На песню режиссёром Тиграном Кеосаяном был снят клип продолжительностью более шести минут с участием профессиональных актёров, в том числе тогдашней супруги режиссёра Алёны Хмельницкой, и массовки. Съёмки клипа продолжались полгода и включали выезд на Таймс-сквер в Нью-Йорке. Игорю Саруханову клип обошёлся в 50 000 долларов. По словам автора песни, перед премьерой клипа на телевидении работник телеканала, отвечавший за написание титров, решил, что лично написанное Сарухановым название песни, которое предполагалось выдать в эфир, содержит ошибку, и изменил «Скрипка-лиса» на «Скрип колеса».
Тем не менее, песня получила известность как под названием «Скрип колеса», так и под названием «Скрипка-лиса». На официальном сайте Игоря Саруханова песня называется «Скрипка-лиса», как и одноимённый альбом. По словам композитора, авторские права зарегистрированы на оба названия. Однако он не раз заявлял, что правильное название песни — «Скрипка-лиса».